# Ruta 11 (Metro de Filadelfia)
La Ruta 11 (en inglés  SEPTA Route 11  o Línea de la Avenida Woodland) es una línea de tranvía que operan en la superficie y forma parte del Metro de Filadelfia ubicado en Filadelfia, Pensilvania, Estados Unidos. La línea es operada por la Autoridad de Transporte del Sureste de Pensilvania (SEPTA). Es una de las cinco líneas que operan en la línea Verde.

## Sistema
Los trolebuses usados por esta línea son similares a los del Canadian Light Rail Vehicle usados por la Comisión de Tránsito de Toronto; ambos de unidades de un solo vagón y similares en proporción a los operados a nivel de calle. Ambos son ejemplos de los PCC streetcar.

## Estaciones
Todas las estaciones se encuentran dentro de Filadelfia y sus suburbios. 
| Estación                    | Líneas             | Notas |
| --------------------------- | ------------------ | --- |
| Calle 13                    | 10, 11, 13, 34, 36 | - Transferencia gratuita a la línea Market–Frankford |
| Calle 15                    | 10, 11, 13, 34, 36 | - Transferencia gratuita a la línea Market–Frankford - Transferencia gratuita a la línea de la Calle Broad en City Hall - Transferencia a SEPTA Regional Rail en Suburban Station - Transferencia a los buses de SEPTA 4, 16, 17, 27, 31, 32, 33, 38, 44, 48, 124, 125 |
| Calle 19                    | 10, 11, 13, 34, 36 | |
| Calle 22                    | 10, 11, 13, 34, 36 | - Reemplaza a la antigua Calle 24 – 31, 37 & 38 |
| Calle 30                    | 10, 11, 13, 34, 36 | - Transferencia gratuita a la línea Market–Frankford - Transferencia a la Estación de la Calle 30 del Tren de Cercanías SEPTA |
| Calle 33                    | 10, 11, 13, 34, 36 | - Acceso a la Universidad Drexel |
| Sansom Commons/Calle 36     | 11, 13, 34, 36     | - Acceso a la Universidad de Pensilvania |
| 37th/Spruce                 | 11, 13, 34, 36     | - Transferencia a SEPTA Buses 40, 42 & LUCY Rutas - A poca distancia de la Universidad de Pensilvania |
| 40th Street Portal          | 11, 13, 34, 36     | - Transferencia a SEPTA Buses 30, 40, 42 & LUCY Rutas |
| Darby Transportation Center | 11, 13             | - Servicio limitado en la Ruta 13 a esta estación - Transferencia a los buses del SEPTA 113, 114, and 115 |